# 히가시타마군

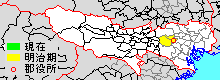
도쿄부 히가시타마군의 범위

히가시타마군(東多摩郡, ひがしたまぐん)은 도쿄부에 설치되었던 군이다.

## 군역
현재의 도쿄도 나카노구, 스기나미구에 해당한다.

## 인접한 군
- 도쿄부： 기타타마군, 기타토시마군, 미나미토시마군, 에바라군

## 역사

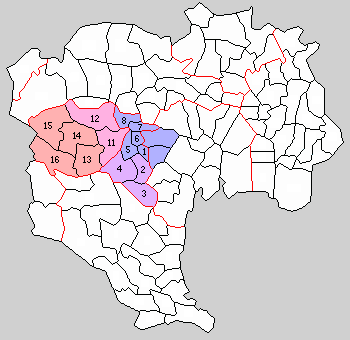
11.나카노촌 12.노가타촌 13.와다호리노우치촌 14.스기나미촌 15.이오기촌 16.다카이도촌 (빨강: 가카노구, 등황: 스기나미구, 1~8은 미나미토시마군)

- 1878년 11월 2일 - 군구정촌 편제법에 따라 다마군의 도쿄부에 속한 구역으로 히가시타마군이 발족.
- 1889년 5월 1일 - 정촌제 시행으로 아래의 촌이 발족. (6촌)
  - 나카노촌(中野村) (현 나카노구)
  - 노가타촌(野方村) (현 나카노구)
  - 와다호리노우치촌(和田堀内村) (현 스기나미구)
  - 스기나미촌(杉並村) (현 스기나미구)
  - 이오기촌(井荻村) (현 스기나미구)
  - 다카이도촌(高井戸村) (현 스기나미구)
- 1896년 4월 1일 - 미나미토시마군과 히가시타마군의 구역으로 도요타마군이 발족. 히가시타마군은 폐지됨.